# Strada provinciale 23 Ponte Verzuno-Suviana
La strada provinciale 23 Ponte Verzuno-Suviana è una strada provinciale italiana della città metropolitana di Bologna.

## Percorso
Si stacca dalla SP 62/1 a Ponte Verzuno, nel comune di Grizzana Morandi. Entra presto in quello di Castel di Casio e, per tutto il suo percorso, risale verso sud la valle del torrente Limentra Orientale lungo la sua sponda sinistra. Passa così dai 281 m s.l.m. della località iniziale ai 458 m s.l.m. di Suviana, dove è posto il suo termine in coincidenza con l'innesto sulla SP 40.